# Харрис, Стивен Эрнест
Стивен Харрис (англ. Stephen Ernest Harris; род. 29 ноября 1936, Нью-Йорк, США) — американский учёный-физик. Труды в основном посвящены нелинейной оптике и лазерной физике.

## Награды и признание
Является членом следующих академий:
- Национальной инженерной академии США (1977)[2]
- Национальной академии наук США (1981)[3]
- Американской академии искусств и наук (1995)[4].

В число наград входят:
- 1985 — Премия Таунса
- 1994 — Премия по квантовой электронике IEEE
- 1999 — Медаль Фредерика Айвса
- 2002 — Премия Артура Шавлова по лазерной физике[англ.]
- 2007 — Премия Харви[5].
- 2012 — Медиакомпания «Thomson Reuters» включила Харриса в свой список наиболее вероятных кандидатов на получение Нобелевской премии по физике